# Kurgasz
Kurgasz (ros. Кургаш) – wieś (dieriewnia) w Rosji, w Baszkortostanie, w rejonie archangielskim. W 2010 liczyła 113 mieszkańców.